# اسکادا

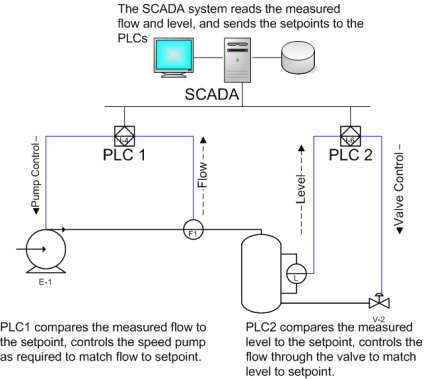

سامانه سرپرستی و گردآوری داده یا اسکادا (به انگلیسی: SCADA: Supervisory Control And Data Acquisition) یک سیستم کنترلی است که از رایانه‌ها، ارتباط داده شبکه‌ای و رابط‌ کاربری گرافیکی استفاده می‌کند تا فرآیندهای نظارتی را مدیریت کند، اما برای ارتباط برقرار کردن با ماشین‌آلات از دیگر وسایل جانبی از قبیل پی‌ال‌سی یا کنترل‌کننده‌های پی‌آی‌دی گسسته استفاده می کند.
در یک سیستم اسکادا اتاق کنترل می‌تواند بر پایهٔ داده‌های بدست‌آمده دستورهای لازم را صادر کند. همچنین این داده‌ها در یک سیستم ثبت اطلاعات یا سیستم مدیریت پایگاه داده ذخیره می‌شوند که معمولاً قابلیت ترسیم نمودار و تحلیل اطلاعات را هم دارد.
سیستم‌های اسکادا برای مونیتور کردن یا کنترل فرایندهای شیمیایی، حمل و نقل، سیستم‌های آبرسانی شهری، کنترل تولید و توزیع انرژی الکتریکی و در خطوط نفت و گاز و سایر فرایندهای گسترده و توزیع یافته‌استفاده می‌شود.
SCADAیا Supervisory Control And Data Acquisition یک سامانه گردآوری داده از نقاط گوناگون و مانیتورینگ و کنترل آن می‌باشد. اسکادا از بنیاد کلی دستگاه‌های کنترل پراکنده (Distributed Control Systems) پیروی می‌کند.گرچه هردو سامانه بر پایه یک هدف بنا شده اند، تفاوت‌های برجسته‌ای نیز باهم دارند. از این تفاوت‌ها می‌توان نوع کاربرد و کارآیی این سامانه‌ها را نام برد. سامانه SCADA همانگونه که از نام آن پیداست یک دستگاه کنترل کامل نیست بلکه برای انجام سرپرستی بررسی بر کنترل و گرد آوری اطلاعات پی ریزی شده و خواسته‌های اولیه و طراحی و پدیدآوری آن پایش (Monitoring)، سرپرستی در تصمیم‌گیری در کنترل و هشدار و آژیر (Alarm Handling) در زمان‌های مورد نیاز از راه یک کیان یکـتا و جامع می‌باشد.
هسته بنیادی این سامانه بسته‌های نرم‌افزاری پیشرفته‌ای هستند که بر روی سخت افزارهای استوان و مشخصی همچون PLCها ویا RTU نهاده شده‌اند.

## کاربردها
دستگاه SCADA در فرایندهای صنعتی مانند تولید و توزیع نیرو ،ساخت و گداخت فولاد، صنایع شیمیایی،صنایع آب ،گاز و نفت کاربرد دارد.اندازه اینچنین سازه‌ها از 1000تا چندین ده هزار واحد ورودی/خروجی I/O (Input/output units) می‌باشد. و با کمک شبکه‌ها (Networks) و سامانه‌های ارتباطی (Comunication systems)، کرانه گسترده‌ای را بازرسی و بررسی می نماید.
دستگاههای SCADA بر روی سیستم عاملهای DOS،VMSو UNIX قابل اجرا هستند. در سالهای پیش همه دستگاه‌های SCADA به سوی سیستم عامل NT و برخی هم به سوی Linux گرایش پیدا کرده‌اند.

## ساختار SCADA
بخش زیر، ویژگی‌های همانند و یکسان در همه دستگاه‌های SCADA را بازگو می‌کند.

### ساختار ارتباطی
اطلاعات فرستاده شده یا دریافتی از سوی RTU (Remote Terminal Unit) از راه خط ارتباطی و PLC یا مرکز دیسپاچینگ (dispatching center) جابجا می‌شود. این اطلاعات نخست از سوی یک مودم برای هر RTU تبدیل به داده سریال هم‌زمان (Synchron) شده و سپس توسط کارت CIU ارتباط سنکرون به نحو مناسب به ارتباط سنکرون تبدیل می‌شود. دانستار به گونه هم‌زمان با رایانه صنعتی مرتبط شده و از راه شبکه با رایانه Master داد و ستد می‌شود. پروتکل پیوند سرور و RTU پروتکل استاندارد HDLC خواهند بود. کالاهای مخابراتی که دارای مودم می‌باشد درون یک کابینت با اندازه مناسب گذاشته می‌شوند.
برای پیوند با فرستنده های بالا دست نیز دو عدد مودم و یک رایانه با نام Communication sever به کار گرفته می‌شوند. این پیوند می‌تواند به یکی از روش‌های زیر باشد:
1-	خط سفارشی (Leased Line)
2-	رادیویی
3-	مایکروویو
4-	PLC
5-	فیبر نوری
از بین این روشها، بافت نوری و مایکروویو، از بهترین آن‌ها می‌باشد ولی به دلیل هزینه بالای آنها، کمتر به کار گرفته می‌شوند.

### ساختار سخت افزاری اسکادا
در اتاق کنترل ، یک کامپیوتر با نام Master 1 و یک رایانه با نام Standby ویا Master 2 به کار گرفته می‌شود. اگر به هر دلیلی رایانه Master 1 از کار بیفتد بی‌درنگ رایانه Master 2 جایگزین آن می‌شود و از اینرو، هیچگونه ایست (Interrupt) در کار نرم‌افزار پدید نمی‌آید هر دو رایانه Master از راه شبکه به یکدیگر پیوسته هستند. رایانه‌های نام برده شده برای Master از نوع رایانه صنعتی Industrial Computer می‌باشند.
بر اساس نیاز رایانه های دیگر نیز به عنوان workstation قرارداده شده اند که نرم‌افزار نمایشی (GUI) روی آن‌ها کار گذاشته می‌شود. از راه هر دو Workstation می‌توان به منوی اصلی (main menu) نرم‌افزار مانیتورینگ دسترسی پیدا کرد و گزارش گیری، تغییر Set Point و تغییر لازم را پدید آورد. آفریدن یا دگرگونی نگاره‌های نمایشی تنها از راه Workstationها انجام پذیر است.
رایانه‌های Workstation نیز از راه شبکه به رایانه‌های Master همبند هستند. چاپگرها نیز به رایانه‌های Master همبند می‌باشند چاپگر متصل به رایانه روشن Master 2 , Master 1 فهرست رخدادها را چاپ می‌کند، چند چاپگر رنگی به تعداد مورد نیاز نیز به Workstationها پیوسته است و توانایی چاپ رنگی از نگاره‌های نمایشی فراهم می‌باشد.
دو لایه بنیادی در دستگاه SCADA به این‌گونه ند:
1-	Client Layer که یک راه گفت و شنود بین کاربر و رایانه فراهم می‌کند
2-	Data Server Layer که بیشتر داده‌های فرایندهای کنترل را اداره می‌کند.
Data Server با کالاهای میدان (Field) پیوند برقرار می‌کنند و کنترلرهای فرایند و PLC یکراست یا از راه شبکه‌ها یا فیلد باسها ی سفارشی (siemens H1) یا غیر اختصاصی (Profibus) به آن می رسند.
Data Serverها یا به یکدیگر یا از راه شبکه اترنت (Ethernet LAN)به ایستگاهای Client پیوند دارند.

### ساختار نرم‌افزاری

یک تصویرمتحرک از یک اسکادای درحال کار. به تصاویری که تجهیز واقعی را تداعی می‌کنند «میمیک» گفته می‌شود. در همین میمیک ساده تعداد زیادی پارامتر درحال اندازه‌گیری و نمایش است. آنها عبارت اند از تاریخ، ساعت، وضعیت موتور همزن، حالت دو پمپ، فشار دو خط لوله، دمای محلول درون تانک، ارتفاع سیال آن تانک و همچنین وضعیت دو والف. توجه داشته باشید رنگ آمیزی‌ها قراردادی و گاه روشن یا خاموش بودن، باز یا بسته بودن، یا روی‌خط و دردسترس نبودن (خاموشی یا خرابی) معنا می‌شود.

نرم‌افزارهای دستگاه SCADA بر پایه تکنولوژیهای Multitasking و Real Time استوار شده‌است و چینشت پایگاه داده‌های آن نیز RTDB(Real-Time DataBase)،نام دارد که بر روی یک یا چند Server هم‌زمان پیاده‌سازی و انجام داده می‌شود. دستگاه Server وظیفه پاسخگویی به کارهای ویژه‌ای مانند: polling controllers،alarm checking،calculation،logging and archiving) را بر دوش دارد.
از سوی دیگر امکان واگذاری یک رسیدار (Server) به کارهای خاصی مانندAlarm checking،datalogger،historian هست.

### ارتباطات درونی
پیوند Server-Client و Server- Server بر پایه event-driven است و از پرو تکل TCP/IPبهره می برند.

### دستیابی به سنسورها و عملگرها (Field Equipment)
پیوند بین field و client با روش‌های polling انجام می‌شود. بدین گونه که Data Server پارامتر خواسته شده خود را از کنترلر در خواست کرده وآنرا می خواند، کنترلر نیز در این زمان داده خواسته شده را به Server ، می فرستد.سرعت polling برای پارامترهای گوناگون، متفاوت و نابرابر است.
سامانه SCADA برای بیشتر PLCهای هم بهره، راهبرهای پیوندی فراهم می‌کند و در بسیاری نمونه‌ها از FieldbusesوModbus سود برده می‌شود.
از سه نوع Fieldbuses متداول از Profibusو Worldbusپشتیبانی می‌شود امادر بسیاری از نمونه هااز CANbus پشتیبانی نمی‌شود.
یک Data serverمی تواند از چندین پروتکل گزارمانی پشتیبانی کند و شیارهایی (Slot) برای افزودن میانرخ (Interface)های تازه دارد.

### واسط‌ها (Interfacing)
نرم‌افزار دستگاه SCADA واسط‌های زیر را برای پیوند با کاربر فراهم می‌آورد:
- یک میانرخ Open Data Base Connectivity(ODBC) برای یادداشت داده در سیاهه و بایگانی، که پیکر بندی پایگاه داده‌ها را انجام نمی‌دهد
- یک میانرخ آسان برای پیکربندی پایگاه داده ها
- یک کتابخانه APIs که از زبانهای C،CPP و ویژوال بیسیک (VB) برای دستیابی به دانستارها در RTDB،logs/archive پشتیبانی می‌کند.API بیشتر دستیابی به ویژگی‌های داخلی SCADA مانند سازماندهی هشدارها ، گزارش‌گیری و غیره را فراهم نمی‌کند.

### توانرسانی (UPS)
برای جلوگیری از خاموش شدن رایانه‌ها و گیرندهها به هنگام رخداد بی برقی، از توانگاه‌های درنگ ناپذیر (Unintruptable power supply (UPS بهره گرفته می‌شود.UPS به کاررفته در مرکز دیسپاچینگ از نوع ONLINE و تک فاز می‌باشد توان UPS نامبرده کمابیش نزدیک 5 کیلو ولت آمپر می‌باشد.

## گسترش‌پذیری
گسترش‌پذیری (Scabality) به معنی توانایی گسترش سامانه کنترل SCADA به هنگام نیاز با افزودن گیرندههای ویژه ، ایستگاههای Client و تعداد پویا (Variables)های نرم‌افزاری و سخت افزاری زیر کنترل است. SCADA به سبب داشتن چندین Data Server پیوسته به چند کنترلر به Scabality دست می یابد.
هر Data Server ساختار پایگاه داده‌ها و RTDB یکتایی دارد و عهده‌دار سازماندهی یک زیرگروه از پویه‌های فرایند است (سازماندهی هشدارها و بایگانی داده ها)

## چندینگی
اتاق کنترل SCADA ، بسته به اهمیت و ارزشمندی فرایندی که کنترل می‌کند، به گونه افزونه (Redundant) پیاده‌سازی می گردد. بدین گونه که برای افزایش تاب آوری و آسیب گذری (Fault tollerance) سامانه، به ازای هر بخش یا برخی از بخش‌های کلیدی ، همچون سخت افزار یا نرم‌افزار، یک یا چند بخش آماده ( Stand by) افزوده می گردد و با رخداد خطا در بخش نخستین، بخش جانشین، پیگیری کنش را در دست می‌گیرد سامانه‌های جانشین به سه دسته، بخش‌بندی می‌شوند:
جانشین خاموش (Cold Standby)
جانشین نیمه روشن (Warm Standby)
جانشین روشن(Hot Standby)
به سخن دیگر، با پدید آمدن برخی رخدادهای ناخواسته ، دستگاه ، از کار نمی‌افتد. بلکه با زینه و آستانه کمتری از کارایی(Graceful Degradation) به کار گرفته می‌شود. کارکرد کم زینه (Derated operation) سامانه‌ها از برونرفت سراسری کنترل و پایش سیستم جلوگیری می‌کند.

## نرم‌افزار نمایش HMI
SCADA کمابیش، انواع گوناگونی از نمایشکده‌ها مانند نمودارهای‌های خطی – ستونی یا لیستهای وابسته به دادهها را در دسترس کاربر می گذارد. نوع دیگری از این رویه‌های نمایش، نمایش نگاری (Graphic) است که توسط ابزارهای گرافیکی نرم‌افزاری در محیط‌های ویژه ساخته شده و به پویگان (Variables) زیر راهبری متصل می‌شوند که از این رو می‌توان دگرگونی هر یک از پویگان اندازه‌گیری شده از سوی ابزارها پدید آمده در field را که مایه دگرگونی پویه‌های نرم‌افزاری در RTDB می‌شوند به گونه on-line زیر یک نگارک دید.

### هشدارها
هر رخدادی که مایه دگرگونی وضعیت یکی از بخش‌های کنترل شده گردد، یک رویداد نامیده می‌شود. رویدادهایی که نیاز به آگاهی‌رسانی به کاربر و واکُنش وی را داشته باشد آژیر و هشدار (Alarm) نامیده می‌شود. هشدار افزون بر نگاشته شدن در فایل ، به پدید آمدن کنش‌های دیگر همچو چاپ بر روی چاپگر ، پدید آمدن آژیر صوتی و چشمک زدن ابزار مورد نظر و... می انجامد.
Alarm handing کارهای مرتبط به دریافت حال هشدار و آفریدن سیگنال آژیر گفته می‌شود که در یک Data Server انجام می‌گیرد.
منطق و فرزان آژیرها به گونه متمرکز و کیان سازماندهی می‌شوند، دانستار تنها در یک جا هستند و همه کاربران وضعیت‌های همسان می بینند، و چندین آلارم بر پایه سطوح اولویت و شایانی پشتیبانی می‌شوند.

### انباشت و بایگانی رخدادها
Logging/Archiving به گرد آوری دانستار وابسته به لایه‌های دسترسی کاربران در زمان‌های مشخص به سرچشمه سامانه می پردازند و این دانستار را به شکل یک فایل Archive نگهداری می‌کنند.ثبت رویدادها می‌تواند با نام اندوخته میان مدت داده روی دیسک انجام گیرد با اینکه نگهداری و بایگانی اطلاعات در بلند زمان روی دیسک انباشته می‌شود.

### گزارش‌گیری
SCADAبا بهره‌گیری از زبان SQL گزارشهایی را برای Archive،RTDBیا Logs فراهم می‌کند.با اینکه درج جدولهای EXCEL در بخش گزارش شدنی است اما توانایی “cut and paste” روی هم رفته فراهم نشده است. توانایی‌های موجودقادر به پیدایش ،چاپ و بایگانی (بایگانی) گزارش‌ها به گونه اتوماتیک هستند.

## آمادگی ایستگاه برای نصب اسکادا
در ایستگاه‌های پخش نیرو برای گردآوری دانستار نقاط و پیاده‌سازی کنترل بر آنها، یکسری کالاهایی مورد نیاز می‌باشد که بایستی از سوی پیمانکار سازنده پست، طراحی و انجام شوند. از این رو، باید از همه PT , CT یا C.V.Tهای کار گذاشته شده در لیست و نیز پناه افزارهایی که به کلیدها فرمان می دهند و نیز از پل‌های کمکی همه کلیدهای پست، سیم بندی مناسب انجام شده و این سیم بندی، بگونه‌های مناسب دسته بندی شده و در اشکاف ویژه‌شان بر روی پایانه هایی، نصب و به هم رسند.
به گفته دیگر این آمادگی در ایستگاه‌ها بایستی فراهم باشد که نیازی به انجام سیم کشی در سوی فیلد نباشد و تنهای درگاه پایانه ها، به پایانه‌های موجود در کابینت مارشالینگ راک به هم رسند. در هر پست ، نصب RTU (پایانه) ، تابلوی (High Voltage Interpossing) HVI و سوار کردن باتری شارژر و باتریها و انجام سیم کشی از RTU تا تابلوی مارشالینگ راک; بر عهده پیمانکار سامانه اسکادا می‌باشد.

## برآورد گنجایش اسکادا
برآورد و شمارش تعداد نقاط زیر کنترل سامانه، از برجسته‌ترین و حساس‌ترین گام‌های طراحی یک سامانه دیسپاچینگ و اسکادا می‌باشد. این نقاط، دربردارنده دانستار زیر می‌باشند:
1- نقاط کنترلی Commands) یا (Digital Outputs
2- باشه (Status)های کلیدها Indications) یا (Digital Inputs
3- مقادیر اندازه‌گیری	Measurands) یا (Digital Inputs
4- آژیرهای پست ها	Alarms) یا (Digital Inputs

## بخش‌های مختلف سامانهٔ اسکادا
یک سامانهٔ اسکادا از زیرسامانه‌های زیر تشکیل شده‌است:
1. واسط انسان و ماشین: دستگاهی است که نحوه پردازش داده را به یک اپراتور انسانی نشان می‌دهد و از این طریق، اپراتور انسانی عملکرد ماشین را نظارت و کنترل می‌کند.
2. واحدهای خروجی راه دور: این واحدها به سنسورها متصل شده، سیگنالهای سنسور را به داده‌های دودویی تبدیل کرده، و داده‌های دودویی را به سیستم نظارتی ارسال می‌کنند.
3. کنترل‌کننده‌های منطقی قابل برنامه‌نویسی یا پی‌ال‌سی‌ها که مانند مغز متفکر این سیستم‌ها هستند و کارهای اساسی را انجام می‌دهند، زیرا آن‌ها اقتصادی‌تر، تطبیق‌پذیر و انعطاف‌پذیر بوده و دارای قابلیت پیکربندی بهتری نسبت به “RTU”های (واحدهای خروجی راه دور) با هدف خاص هستند.
4. زیرساخت ارتباطاتی: سیستم‌های ناظر را به واحدهای پایانه راه دور متصل می‌سازد.